# Smilax orthoptera
Smilax orthoptera är en enhjärtbladig växtart som beskrevs av A.Dc. Smilax orthoptera ingår i släktet Smilax och familjen Smilacaceae. Inga underarter finns listade.